# Кураж (Ровненская область)
Кураж (укр. Кураж) — село в Острожской городской общине Ровненского района Ровненской области Украины.
До 2020 года входило в Острожский район.
Население по переписи 2001 года составляло 107 человек. Почтовый индекс — 35812. Телефонный код — 3654. Код КОАТУУ — 5624287102.